# Senyoria de Cossonay
La senyoria de Cossonay fiu una jurisdicció feudal a la moderna Suïssa, centrada en el castell de Cossonay, governat per un senyor originat en la casa de Grandson. El primer senyor esmentat es Ulric que va fer una donació el 1096. Dos dels seus senyor foren bisbes de Bisbat de Lausana.
La dinastia es va extingir a la mort de Joana de Cossonay el 1405. Va deixar hereu del seu patrimoni al seu marit Joan de Rougemont i el castell i el seu districte va passar a  Savoia (1406).

## Senyors de Cossonay
- Ulric, vers 1096
- Humbert I (fill), vers 1142
- Humbert II (fill), mort vers 1189
- Joan I (fill) 1189-1231
- Joan II (fill) 1231-1244 (bisbe de Lausana com Joan I de Cossonay 1240-1273)
- Fill (fill) 1244- ?
- Lluís I (fill) ?-1348
- Lluís II (fill) 1348-1368
- Aimó (?) (bisbe de Lausana com Aimó I de Cossonay 1355-1375) ?
- Lluís III (oncle ?) ?-1404
- Joana de Cossonay 1404-1405
- Joan de Rougemont 1405-1406
- A Savoia 1406